# Christian Klinger
Christian Klinger (* 15. Jänner 1966 in Wien) ist ein österreichischer Krimiautor.

## Leben und Wirken
Klinger studierte in Wien Rechtswissenschaften, betätigte sich jedoch schon früh als Musiker in diversen Bands (Bassgewitter, Chilenen Pepperl u. a.), ehe er sich zu Beginn des neuen Jahrtausends der Literatur verschrieb. 2005 erschien mit Die Spur im Morgenrot sein erster Krimi rund um den gebrochenen Ermittler Chefinspektor Seidenbast, der in der Folge noch in zwei weiteren Büchern der Protagonist ist. 2012 begann Klinger eine neue Serie um den Privatermittler Marco Martin, dessen Aufträge ihn schließlich auch nach Triest führen, wo der Autor Christian Klinger seit 2017 seine Zelte aufgeschlagen hat. Dementsprechend widmete er sich jüngst vermehrt dieser Thematik. 2020 erschien sein Roman Die Liebenden von der Piazza Oberdan; wenig später begann er mit dem Polizeibeamten Gaetano Lamprecht eine neue Serie, die im Triest des frühen 20. Jahrhunderts angesiedelt ist. 2024 erschien die italienische Übersetzung seiner Liebenden unter dem Titel Gli innamorati di piazza Oberdan im Verlag Bottega Errante Edizioni. Klinger war u. a. für den Agatha-Christie-Krimipreis nominiert.

## Werke
- Die Spur im Morgenrot. Novum-Verlag, St. Pölten 2005. ISBN 978-3-900693-10-7.
- Tote Augen lügen nicht. Echomedia Buchverlag, Wien 2008. ISBN 978-3-901761-89-8.
- Codewort Odysseus. Resistenz-Verlag, Linz 2010. ISBN 978-3-85285-192-1.
- Winzertod. Stein-Verlag, St. Pölten 2012. ISBN 978-3-901392-27-6.
- Gleichenfeier. Stein-Verlag, St. Pölten 2013. ISBN 978-3-901392-35-1.
- Bühnentod. Stein-Verlag, St. Pölten 2015. ISBN 978-3-901392-57-3.
- Marco Martin ermittelt. Gmeiner-Verlag, Meßkirch 2016. ISBN 978-3-8392-1972-0.
- Blutschuld. Stein-Verlag, St. Pölten 2017. ISBN 978-3-901392-78-8.
- Tote Vögel singen nicht. Ueberreuter-Verlag, Wien 2020. ISBN 978-3-8000-9005-1.
- Die Liebenden von der Piazza Oberdan. Picus, Wien 2020. ISBN 978-3-7117-2099-3.
- Ein Giro in Triest. Picus, Wien 2022. ISBN 978-3-7117-2116-7.
- Die Geister von Triest. Picus, Wien 2023. ISBN 978-3-7117-2122-8.
- Eine Corsa in Triest. Picus, Wien 2024, ISBN 978-3-7117-2123-5.